# مسطح العرف ثلاثي الوريقات
مُسطح العُرف ثلاثي الوريقات (الاسم العلمي: Platylophus trifoliatus)، هو نوع من الأشجار يتبع فصيلة العذاميات. إنهُ يستوطن في جنوب إفريقيا وهو النوع الوحيد من جنس مُسطح العُرف. أوراقه متقابلة مع ثلاث وريقات. زهورها قشدية أو صفراء ومرتبة في نوراتها حلقية إبطية. ثمارها غير متفتحة. أقرب أقربائه هي بتلة عديمة السن المتوطن تسمانيا.